# The Straight from the Vault EP
The Straight from the Vault EP – minialbum Eminema w wersji demo, wydany w 2011. Zawarte są na nim nigdy wcześniej nie publikowane utwory, które nagrane zostały między 2006, a 2011 rokiem.

## Lista utworów
| Nr | Tytuł                        | Czas | Producent             | Wykonawcy              |
| -- | ---------------------------- | ---- | --------------------- | ---------------------- |
| 1  | "The People's Champ" (intro) | 2:12 | Eminem                | Eminem                 |
| 2  | "2.0 Boys"                   | 5:29 | Will Power K.P Eminem | Eminem Slaughterhouse  |
| 3  | "Get Money"                  | 4:19 | Mr. Porter            | Eminem 50 Cent Cassidy |
| 4  | "Emulate"                    | 3:12 | DJ Khalil Eminem      | Eminem Obie Trice      |
| 5  | "Ballin' Uncontrollably"     | 4:32 | Mr. Porter            | Eminem                 |
| 6  | "Going Crazy"                | 3:35 | Dr. Dre               | Eminem D12             |
| 7  | "Wee Wee"                    | 2:58 | Mr. Porter            | Eminem                 |
| 8  | "G.O.A.T"                    | 4:04 | Eminem                | Eminem                 |
| 9  | "The Apple"                  | 4:31 | Dr. Dre               | Eminem                 |
| 10 | "It's Been Real" (outro)     | 2:23 | Eminem                | Eminem                 |
| 11 | "Fly Away"                   | 5:15 | Just Blaze            | Eminem Just Blaze      |

## Pochodzenie niektórych utworów
Pochodzenie utworów zawartych na The Straight from the Vault EP nie jest pewne, jednak dzięki kilku piosenkom można to ustalić:
- W piosence Going Crazy głos Eminema brzmi dokładnie jak na albumie Recovery. W dodatku wszyscy wykonawcy poruszają kwestię śmierci rapera – Proof'a, co jest dowodem na to, iż piosenka nie została napisana wcześniej, niż w 2006 roku[styl do poprawy].
- W outro (utwór It's Been Real) Eminem mówi, iż właśnie zmarł Proof – jego najlepszy przyjaciel, dlatego też raper robi sobie chwilową przerwę i dziękuję swojej wytwórni oraz Dr. Dre za współpracę. Możemy więc się domyślić, iż utwór ten pochodzi najprawdopodobniej z 2006 roku oraz, iż pierwotnie miał się znaleźć na albumie Curtain Call: The Hits[styl do poprawy].
- W G.O.A.T Eminem przedstawia sytuację, w której Weezy, czyli Lil Wayne powiedział, iż jest lepszym raperem niż Jay-Z. Incydent ten miał miejsce pod koniec 2009 roku, co sugeruje, iż piosenka ta została napisana w tym samym roku lub później[styl do poprawy].

Niektórzy fani twierdzili jednak, że piosenki te (a przynajmniej kilka z nich) zostały napisane w 2011 oraz, iż album ten był wersją demo nadchodzącego, większego albumu – The Straight From The Vault LP.